# Southeast Harbour
Southeast Harbour ist ein Naturhafen auf der subantarktischen Insel Campbell Island im südlichen Pazifischen Ozean. Die Insel zählt zu den Offshore Islands Neuseelands.

## Geographie
Der Southeast Harbour befindet sich an der Südostseite von Campbell Island und reicht 1,7 km in die Insel hinein. Der Eingang zum Naturhafen erstreckt sich über eine Breite von 830 m, während die Breite des Gewässers landeinwärts kontinuierlich bis auf 160 m zum Ende zur Bucht hin abnimmt. Die Küstenlinie misst eine Länge von rund 3,8 km.
Die den Southeast Harbour umgebenden Berge erheben sich bis zu einer Höhe von 416 m. Einziger Zufluss zu dem Naturhafen stellt der 1,85 km lange Southeast Stream dar, der an der Südflanke des 558 m hohen Mount Honey entspringt.